# Aldo Brancher
Aldo Brancher (Trichiana, 30 maggio 1943) è un ex politico ed ex dirigente d'azienda italiano, ministro e sottosegretario di Stato nei governi Berlusconi II, III e IV.

## Biografia
Prima di intraprendere la carriera politica è stato sacerdote paolino e dal 1973 collaboratore di don Emilio Mammana presso l'ufficio pubblicità di Famiglia Cristiana.

### Carriera in Fininvest
Dal 1982 Brancher, tornato allo stato laicale dopo il sacerdozio, entra Fininvest, di cui diviene dirigente. Negli anni novanta è coinvolto nello scandalo di Tangentopoli.

### Carriera politica
La carriera politica di Aldo Brancher è iniziata nel 1999 in Forza Italia.

#### Deputato e sottosegretario di FI
Due anni dopo, nel maggio 2001 venne eletto deputato alla Camera.
Durante la XIV Legislatura, sotto entrambi i governi Berlusconi, è stato sottosegretario di Stato alle riforme istituzionali.
Rieletto alla Camera nell'aprile 2006, è stato vicepresidente del gruppo Forza Italia alla Camera durante la XV Legislatura.

#### Deputato e ministro del PdL
Nel 2008 è stato rieletto nelle liste del Popolo della Libertà.
Dal 18 giugno al 6 luglio 2010 è stato Ministro senza portafoglio del quarto governo Berlusconi, inizialmente per l'attuazione del federalismo, poi per la sussidiarietà e il decentramento. Tuttavia le sue deleghe non sono mai state ufficializzate tramite pubblicazione sulla Gazzetta Ufficiale
.
A 5 giorni dalla nomina a Ministro, Aldo Brancher ha fatto richiesta di proroga del procedimento a suo carico per lo scandalo Antonveneta, richiesta negatagli dal presidente della Repubblica Giorgio Napolitano, motivo per cui ha dovuto rinunciare. Le polemiche intorno al suo incarico e alle vicende giudiziarie in cui Brancher era coinvolto hanno portato infine alle sue dimissioni da ministro dopo solo 17 giorni di mandato, prima che la Camera e il Senato votassero una mozione di sfiducia nei suoi confronti.
È rimasto deputato alla Camera fino al marzo 2013.

#### Altre attività
Nel 2011 è diventato Presidente dell'"Organismo di indirizzo" (ODI), un ente pubblico che gestisce un fondo di finanziamenti per lo sviluppo dei comuni di confine con le province di Trento e Bolzano, comuni facenti parte delle province di Sondrio, Brescia, Verona, Vicenza e Belluno.
Nel 2021 fonda Mall of sport, un'azienda di impiantistica sportiva.

## Procedimenti giudiziari

### Falso in bilancio e finanziamento illecito ai partiti (Tangentopoli)
Detenuto nel 1993 per tre mesi nel carcere di San Vittore.
Scarcerato per decorrenza dei termini di custodia cautelare, è stato condannato con giudizio di primo grado e in appello per falso in bilancio e finanziamento illecito ai partiti. In Cassazione il secondo reato va in prescrizione per riduzione dei termini, mentre il falso in bilancio è stato depenalizzato dal Governo Berlusconi.

### Ricettazione e appropriazione indebita (scandalo Antonveneta)
Viene indagato a Milano per ricettazione (600 000 euro versatigli in quattro diverse occasioni) e per appropriazione indebita (420 000 euro) nell'indagine sullo scandalo della Banca Antonveneta e la scalata di Gianpiero Fiorani all'istituto creditizio: la Procura ha rintracciato, presso la Banca Popolare di Lodi, un conto intestato alla moglie di Brancher con un affidamento e una plusvalenza sicura di 420 000 euro in due anni. Ha chiesto ed ottenuto di poter accedere al rito abbreviato..
Il 28 luglio 2010 il pubblico ministero di Milano, Eugenio Fusco, ha chiesto una condanna a due anni di reclusione e seimila euro di multa.

La sentenza di primo grado è stata emessa lo stesso giorno dal giudice monocratico Anna Maria Gatto, che ha riconosciuto colpevole l'imputato di due dei quattro episodi di ricettazione contestati e dei due episodi di appropriazione indebita e ha condannato Brancher ai due anni di reclusione richiesti e a 4000 euro di multa.
Il 3 marzo 2011 la Corte d'Appello di Milano conferma la condanna a due anni di reclusione per ricettazione e appropriazione indebita.
Il 4 agosto 2011 la Corte di Cassazione ha dichiarato inammissibile il ricorso di Brancher contro la sentenza di secondo grado, rendendo definitiva la condanna a due anni di reclusione e a 4000 euro di multa. La sentenza non viene eseguita perché Brancher beneficia dell'indulto del 2006.

#### Controversia sull'opposizione del legittimo impedimento
A cinque giorni dalla nomina a Ministro avvenuta il 18 giugno 2010, Aldo Brancher ha eccepito in base alla legge il legittimo impedimento. Il 26 giugno era prevista l'udienza del processo sul tentativo di scalata ad Antonveneta da parte di Bpi in cui il ministro era imputato. Brancher ha motivato la richiesta di sospensione del processo con la necessità di organizzare il nuovo ministero. Ma il Quirinale, con una nota, ha fatto presente che essendo Brancher ministro senza portafoglio, la struttura ministeriale non è prevista. A seguito della riprovazione da parte delle principali forze politiche, della stampa e dell'opinione pubblica, Brancher ha affermato di voler rinunciare al legittimo impedimento e di essere pronto a presentarsi all'udienza del 5 luglio 2010, nel corso della quale ha annunciato le proprie dimissioni da ministro.